# Abdalónimo
Abdalónimo (en griego: Ἀβδαλώνιμος; literalmente "sirviente de los más altos dioses") fue un jardinero, pero de ascendencia real, que fue nombrado Rey de Sidón por Alejandro Magno en el 332 a. C.

## Biografía
Después de que Alejandro Magno sometiera a Sidón, dio permiso a Hefestión para que le otorgara su corona a quien quisiera. Hefestión se la ofreció a dos hermanos con los que se había alojado, pero ellos la rechazaron, alegando que según sus leyes sólo podía llevarla alguien de sangre real. En su lugar, nombraron a Abdalónimo, quien, a pesar de su nacimiento real, había caído en tal pobreza que se mantenía con el cultivo de un huerto.
Hefestión ordenó a los hermanos que llevaran la corona real y las túnicas a Abdalónimo. Estos obedecieron y lo encontraron escardando en su jardín. Después de hacer que se lavara, lo invistieron con las insignias de la realeza y se lo llevaron ante Alejandro. 
Alejandro Magno, que percibía en él un aspecto no indigno de su origen, dirigiéndose a los que le rodeaban, dijo: 

Deseo saber cómo ha soportado su pobreza.

A lo que Abdalónimo respondió:

¡Quiera el cielo que también pueda soportar mi prosperidad! Estas manos han atendido todas mis necesidades, y como no tenía nada, no quería nada.

Alejandro quedó tan satisfecho con esta respuesta, que confirmó el nombramiento efectuado por Hefestión, y le dio al nuevo rey el palacio y la propiedad privada de Azemilco, su predecesor, e incluso aumentó sus dominios del país vecino.
El llamado Sarcófago de Alejandro, descubierto cerca de Sidón y ahora en el Museo Arqueológico de Estambul, se cree que es el de Abdalónimo, aunque algunos estudiosos creen ahora que el sarcófago era el de Mazaeo, un noble persa y gobernador de Babilonia.
Mientras que Quinto Curcio confirma esta historia, al igual que Marco Juniano Justino, Diodoro llama a esta persona Balónimo, y dice que fue hecho rey de Tiro, no de Sidón. Plutarco traslada la escena a Pafos y lo denomina Alónimo. Curcio probablemente adornó la historia con circunstancias ficticias.